# Mirabel-aux-Baronnies
Mirabel-aux-Baronnies település Franciaországban, Drôme megyében. Lakosainak száma 1514 fő (2022. január 1.). Mirabel-aux-Baronnies Châteauneuf-de-Bordette, Nyons, Piégon, Vinsobres, Puyméras és Villedieu községekkel határos.

## Népesség
A település népességének változása:
| Lakosok száma | 886  | 1048 | 1276 | 1481 | 1559 | 1569 | 1620 | 1550 | 1515 | 1514 |
|               | 1968 | 1982 | 1990 | 2006 | 2013 | 2015 | 2017 | 2019 | 2020 | 2022 |